# CL-127
 CL-127  es el nombre que recibe la carretera de la red básica de Castilla y León que comunica las localidades de La Puebla de Arganzón y Obécuri atravesando de este a oeste el Condado de Treviño. Desde Obécuri continúa hacia Bernedo y Santa Cruz de Campezo como  A-126  y  NA-743 . El tramo desde Obécuri hasta Uralde, junto con el resto de la vía hasta Campezo, fue antes de la transferencia de las carreteras locales y comarcales a las administraciones territoriales parte de la  L-121 , que unía Santa Cruz de Campezo con Miranda de Ebro por Bernedo, Treviño y Berantevilla.

## Trazado
| Velocidad                         | Esquema | Carretera que enlaza                                                     |
| --------------------------------- | ------- | ------------------------------------------------------------------------ |
|                                   |         | N-I Villanueva de la Oca -                                               |
|                                   |         | La Puebla de Arganzón N-I Manzanos - Armiñón                             |
|                                   |         | A-1 Vitoria - Burgos                                                     |
|                                   |         |                                                                          |
|                                   |         | Añastro                                                                  |
|                                   |         | BU-744 Berantevilla - Miranda de Ebro BU-P-7441 Cucho - Busto de Treviño |
|                                   |         | Treviño BU-742 Doroño - Vitoria                                          |
|                                   |         | BU-P-7449 Ascarza                                                        |
|                                   |         | BU-P-7447 Dordóniz - Moscador de Treviño                                 |
|                                   |         | Franco                                                                   |
|                                   |         | Ventas de Armentia BU-750 Peñacerrada - Leza - Laguardia                 |
|                                   |         | BU-750 Uzquiano - Vitoria                                                |
|                                   |         | Pedruzo                                                                  |
|                                   |         | BU-V-7416 Saraso - Marauri - Ogueta - Aguillo                            |
|                                   |         | Argote BU-V-7414 Torre - San Martín de Galvarín                          |
|                                   |         | Samiano - Mesanza - A-4148 Faido                                         |
|                                   |         | Fuidio                                                                   |
|                                   |         | Ventas de Albaina BU-V-7413 Pariza BU-V-7411 Albaina                     |
|                                   |         | BU-V-7418 Laño A-3134 Urarte - Marquínez - Arlucea                       |
|                                   |         | Bajauri - A-3134 Lagrán                                                  |
|                                   |         | Obécuri                                                                  |
|                                   |         |                                                                          |
| Continúa hacia Bernedo como A-126 |         |                                                                          |